# Kassel-Steig
Der Kassel-Steig (Wegzeichen KS), Ein Panoramaweg rund um das Kasseler Becken, ist ein 159,7 km (anderen Angaben zufolge 157,0 km) langer Rundwanderweg. Er existiert in Teilen seit Herbst 2011 überwiegend in Nordhessen und auf kurzer Strecke in Südniedersachsen und führt rund um das Kasseler Becken. Unter anderem verläuft er durch den Hohen Habichtswald, den Kaufunger Wald, die Söhre und die Langenberge. Er verbindet das Gebiet der kreisfreien Großstadt Kassel mit vielen Städten und Gemeinden der Landkreise Kassel und Göttingen. Benannt ist der Steig, im Hinblick auf das Kasseler Becken, nach der Stadt Kassel.

## Geschichte und Wissenswertes
Erarbeitet wurde der Kassel-Steig vom Hessisch-Waldeckischen Gebirgsverein Kassel e. V. (HWGV), einem Zweig des Hessisch-Waldeckischen Gebirgs- und Heimatverein (HWGHV). Seine Einweihung fand während der Feiern zum 1100-jährigen Jubiläum der Stadt Kassel am 14. April 2013 statt.
Der Steig führt durch die Naturparks Habichtswald, Münden und Geo-Naturpark Frau-Holle-Land (Werratal.Meißner.Kaufunger Wald), durch Naturschutz- und Landschaftsschutzgebiete, viele Bach- und Flusstäler, über Berge und Erhebungen und durch Wald, Feld und Flur. Er passiert viele prähistorische und erdgeschichtliche Zeugnisse und Formationen. Als kulturhistorischer Wanderweg verläuft er durch eine gewachsene Kulturlandschaft mit zahlreichen Sehenswürdigkeiten. Viele Wegstellen sind mit öffentlichen Verkehrsmitteln erreichbar, zumal am Weg etwa 40 Haltestellen des Nordhessischen Verkehrsverbunds (NVV) liegen.
Der Steig führt über die Höhenzüge, die das Kasseler Becken umrahmen, oder zumindest durch deren Ausläufer, und durch alle am Beckenrand gelegenen Städte und Gemeinden. Dabei bieten sich Rund- und Weitblicke in das Kasseler Becken und unter anderem zum Eggegebirge, Weserbergland, Reinhardswald, Harz, Kaufunger Wald, zur Söhre, zum Hohen Meißner, Thüringer Wald, Knüll, zu den Langenbergen, zum Kellerwald, Waldecker Land und Rothaargebirge. Viele Schautafeln entlang des Steigs  informieren über Wissenswertes der jeweiligen Regionen.

## Wegzeichen
Das Wegzeichen des Kassel-Steigs besteht auf blauem Grund aus einer weißen Wellenlinie mit den darüber angeordneten, weißen Buchstaben KS (Kassel). Die zum Steig führenden Anbindungswege (Zuwege) zeigen auch auf blauem Grund eine solche Linie und KS, beide jedoch in gelb. In beiden Fällen steht unterhalb davon der Schriftzug Kassel-Steig HWGV Kassel.

Herkules: Wahrzeichen von Kassel und Start- und Zielpunkt des Kassel-Steigs

## Verlauf
Etappe 1 (Herkules → Weimar; 15,0 / 14,4 km):
Der Kassel-Steig beginnt im Gebiet der nordhessischen Stadt Kassel am Herkules (ca. 515 m ü. NHN), der im Naturpark Habichtswald auf dem Ostkamm des Hohen Habichtswaldes im Bergpark Wilhelmshöhe steht. Von dessen Aussichtsplattform fällt die Aussicht unter anderem in das Kasseler Becken. Anfangs führt der Steig, den am Herkules der Herkulesweg kreuzt, zusammen mit Habichtswaldsteig, Märchenlandweg und Studentenpfad nordwestwärts hinab in das Tal der Ahna. Von dort an verläuft er abwärts entlang des Bachs zum Wirtshaus Silbersee (ca. 470 m) und hiernach, das Fließgewässer verlassend, östlich und nördlich vorbei am Silbersee, einem aus Basaltabbau hervorgegangenen Waldsee. Danach führt er, die einstige Igelsburg passierend, hinab in das Tal (ca. 360 m) des Lubach-Zuflusses Kressenborn, durch das er östlich des Habichtswalder Ortsteils Dörnberg verläuft; dabei kreuzt er die Bundesstraße 251.

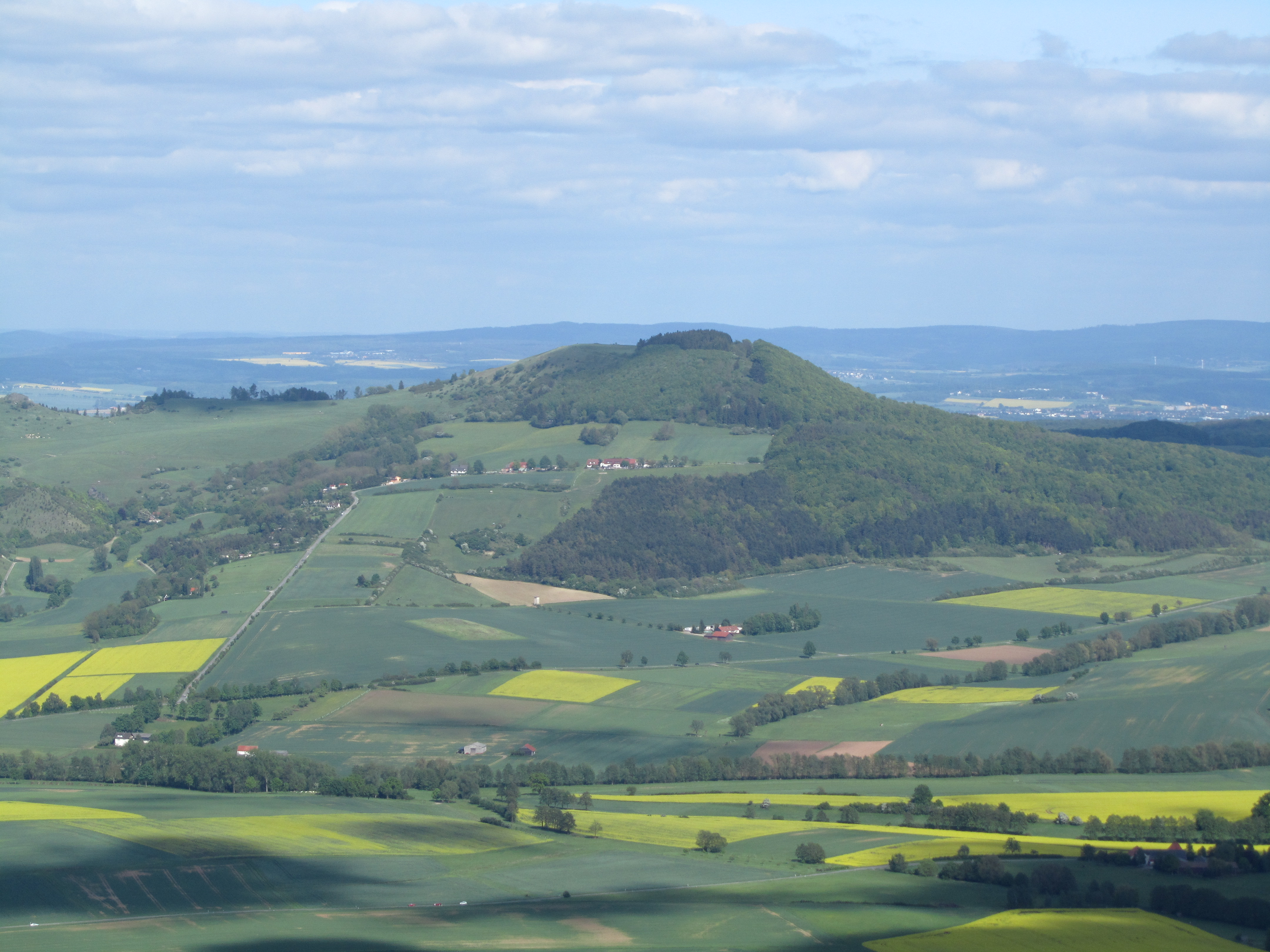
Blick vom Bärenbergturm zum Hohen Dörnberg; hinten der Kaufunger Wald

Fortan führt der Steig, den Hohlestein (476,6 m) westlich passierend und dort auf den Märchenlandweg stoßend, hinauf auf das Gipfelplateau des Hohen Dörnbergs (578,7 m), auf dem sich ein großer Ringwall befindet. Abwärts vorbei an den wuchtigen Basaltfelsen Helfensteine (509,8 m) gelangt er, das Fluggelände Dörnberg (Segelflugplatz Dörnberg) passierend, zum Naturparkzentrum Habichtswald; zwischen dem Hohlestein und dem Naturparkzentrum verläuft der Steig abschnittsweise gemeinsam mit dem Eco Pfad Archäologie Dörnberg. Dann erreicht er, den Märchenlandweg kreuzend, einiges südlich vorbei am Hangarstein (418,5 m) und etwas südlich vorbei am Bühl (ca. 320 m) führend, ostwärts den Ahnataler Ortsteil Weimar. Dort endet die Etappe am Haltepunkt Weimar (ca. 265 m) an der Bahnstrecke Volkmarsen–Vellmar-Obervellmar.
Etappe 2 (Weimar → Mönchehof; 13,6 / 13,6 km):
Von Weimar verläuft der Steig erst nordwestwärts in Richtung des Hangarsteins, um diesen ostwärts zu passieren und dann die Bahnstrecke Volkmarsen–Vellmar-Obervellmar zu unterqueren; dabei verlässt er den Naturpark Habichtswald. Hiernach führt er südlich vorbei am (einstigen) Tiergarten Calden und nördlich vorbei am zum Ahnataler Ortsteil Heckershausen gehörenden Wohngebiet Kammerberg und nach Kreuzen der Rasenallee entlang des nördlichen Dorfrandes. Jenseits der dortigen Grillhütte Oberer Tanzeplatz führt er östlich um den Staufenberg (361,2 m) herum und erreicht nach Überqueren eines gemeinsamen Abschnittes der Bundesstraßen 7 und 83 im Gebiet der Gemeinde Espenau die Ortsteile Schäferberg (zu Mönchehof) und Mönchehof, wo er sich ein Wegstück mit dem Märchenlandweg teilt. Dort endet die Etappe am Bahnhof Espenau (ca. 240 m) an der Bahnstrecke Kassel–Warburg.
Etappe 3 (Mönchehof → Rothwesten; 12,8 / 10,1 km):
Von Mönchehof führt der Steig erst südostwärts, die Bahnstrecke Kassel–Warburg überquerend, zum Nordrand des Vellmarer Stadtteils Frommershausen. Von dort verläuft er ostwärts über die waldlose Anhöhe Breiter Stein (250,6 m) und dann nordostwärts, die Espe beim Fuldataler Bauernhof Weidberg überquerend, zum am Häuschensberg (300,7 m; mit Volkssternwarte Rothwesten) gelegenen Fuldataler Ortsteil Rothwesten, wo die Etappe im Ortskern endet.
Etappe 4 (Rothwesten → Landwehrhagen; 12,1 / 14,5 km):
Von Rothwesten verläuft der Steig erst nördlich um das Dorf herum und dann durch die östlichen Ortslagen, wobei er nach dem Ortsausgang die ehemalige Fritz-Erler-Kaserne (Norden), in der im Rahmen der Währungskonklave die Währungsreform von 1948 in Westdeutschland vorbereitet wurde, und das Gut Eichenberg (Süden) passiert. Fortan führt er südostwärts, vorbei am Gipfel der waldlosen Anhöhe Dicker Kopf (279,2 m) zum Fuldataler Ortsteil Wahnhausen. Direkt vorbei am nordwestlichen Dorfrand verläuft er hinab in das Tal des westlichen Weser-Quellflusses Fulda zur Staustufe Wahnhausen (ca. 135 m), wo die Fulda im Rahmen einer Flussschleife einen Stausee bildet. Nach Kreuzen der Bundesstraße 3 führt der Steig über die Staustufe hinüber auf die Flussschleifen-Halbinsel, auf der, abseits des Steigs, das zu Kassel gehörende Gut Kragenhof liegt. Fortan verläuft er im südniedersächsischen Landkreis Göttingen innerhalb des Naturparks Münden durch Westausläufer des Kaufunger Waldes, wobei er sich anfangs ein Stück den Weg mit dem Studentenpfad teilt.

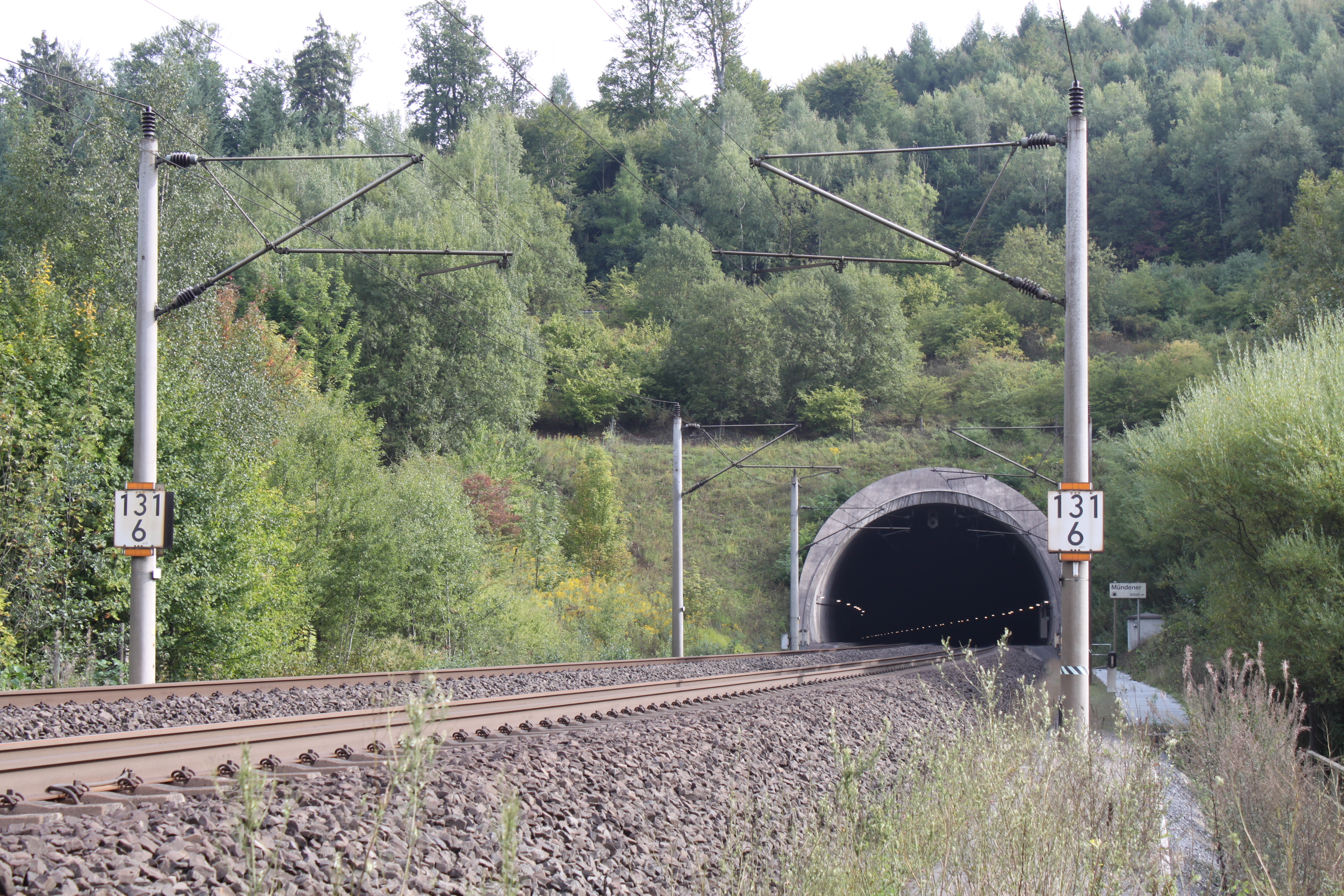
Mündener Tunnel (Südwestportal) an der Schnellfahrstrecke Hannover–Würzburg (nahe Landwehrhagen)

Darin überquert er die Bahnstrecke Halle–Kassel und zweimal den kleinen Fulda-Zufluss Ickelsbach. Im Engtal des Bachs unterquert er, zwischen Mühlenkopf- und Mündener Tunnel, die Schnellfahrstrecke Hannover–Kassel–Würzburg. Danach führt er, abschnittsweise zusammen mit dem Märchenlandweg, aufwärts zum Staufenberger Ortsteil Landwehrhagen. Die Etappe endet im Ortskern am Rathaus.
Etappe 5 (Landwehrhagen → Heiligenrode; 11,5 / 11,0 km):
Vom Rathaus in Landwehrhagen führt der Steig erst nach Norden, dann östlich um das Dorf herum und, den Märchenlandweg verlassend und die Bundesautobahn 7 überquerend, südwärts zur Schanze auf dem Sandershäuser Berg (330,7 m), wo 1758 im Siebenjährigen Krieg die Schlacht am Sandershäuser Berg stattfand. Dabei erreicht er wieder den nordhessischen Landkreis Kassel und wechselt vom Naturpark Münden in den Geo-Naturpark Frau-Holle-Land. Jenseits der Grenze verläuft der Steig hinab zum Niestetaler Gut Ellenbach (235 m) und dann weiter abwärts in das Tal des Fulda-Zuflusses Nieste. Danach erreicht er den Niestetaler Ortsteil Heiligenrode, durch den auch der Märchenlandweg führt und wo die Etappe in der Dorfmitte endet.

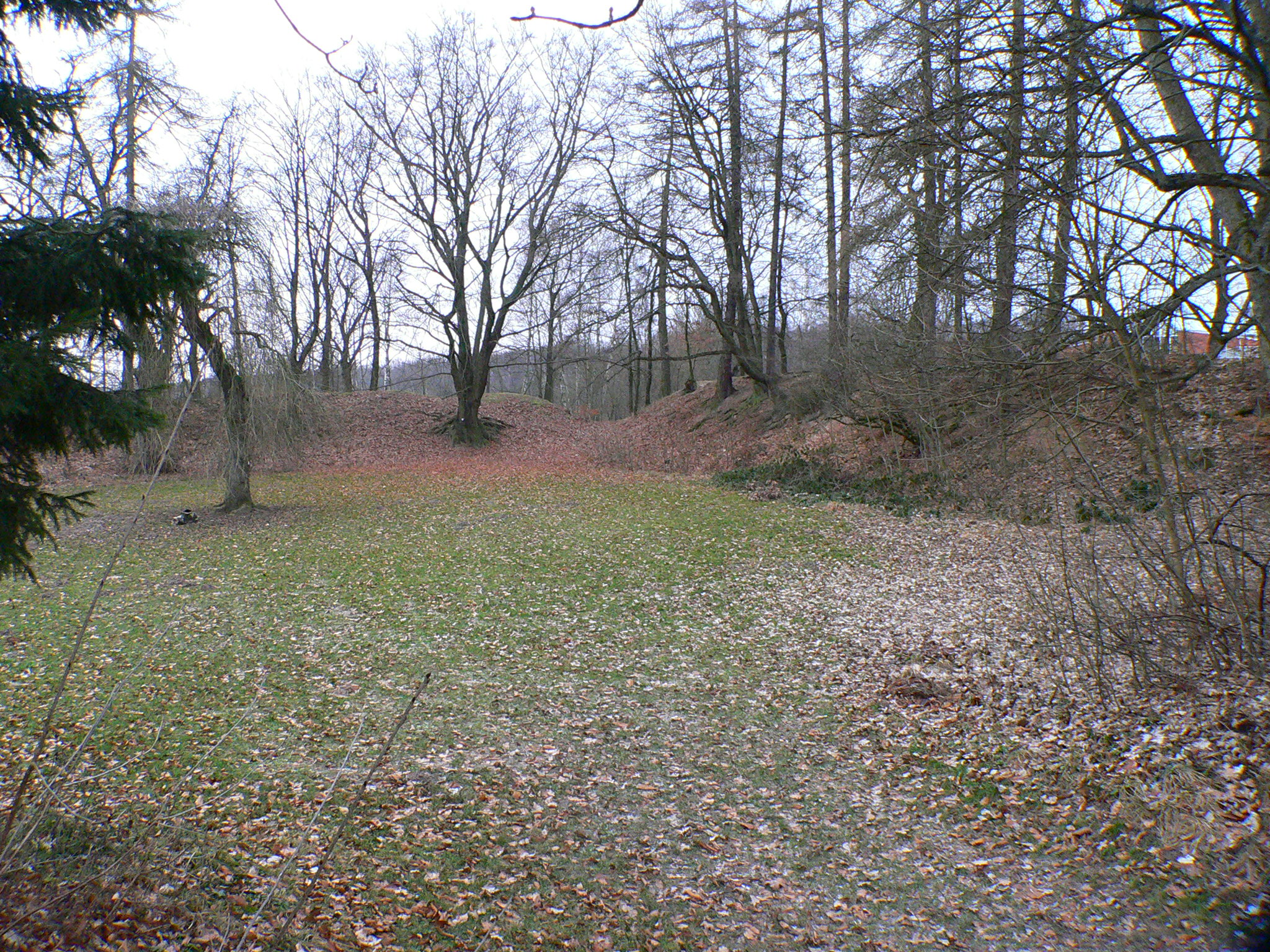
Areal der einstigen Burg Sensenstein auf dem Gerholdsberg(Gemeinde Nieste)

Etappe 6 (Heiligenrode → Oberkaufungen; 20,6 / 19,3 km):
Von Heiligenrode verläuft der Steig erst nördlich um den Mühlenberg (351,8 m) herum, wobei er zwischen diesem Berg und dem östlich davon befindlichen Gerholdsberg (ca. 355 m; früher Standort der Burg Sensenstein; zur Gemeinde Nieste) nochmals ein kleines Stück durch Südniedersachsen führt. Dort und auch im anschließend durchquerten, ehemaligen Germanischen Garten von Schloss Windhausen (ca. 260 bis 300 m; Gut Windhausen; Nordhessen), am Diebachsgraben gelegen, teilt er sich abschnittsweise den Weg mit dem Eco Pfad Archäologie Sensenstein und kreuzt diesen mehrmals. Anschließend führt er, den Diebachsgraben (erneut) überquerend, ins südlich vom Gut Windhausen gelegene Kaufungen, wo er mit dem Märchenlandweg und Eco Pfad Mensch und Wasser in Kaufungen flussaufwärts entlang der Losse erst durch Niederkaufungen verläuft und dann den Steinertsee (ca. 195 m) passiert; dort wird die Minieisenbahn Steinertseebahn betrieben. Danach endet die Etappe am Lossetalstadion in Oberkaufungen.
Etappe 7 (Oberkaufungen → Wellerode; 11,3 / 11,0 km):
>Von Oberkaufungen führt der Steig, im Ort ein kleines Stück aufwärts entlang der Losse und dann die B 7 unterquerend, hinauf auf die nördlichen Hanglagen der Söhre (Stiftswald Kaufungen), und nach Überqueren von Setzebach und dessen Zufluss Ahlgraben, südwestwärts über den Bergsporn Heupelsberg (261,9 m), in Richtung des Lohfeldener Ortsteils Vollmarshausen. Von dort verläuft er südwärts bergab zum am Fahrenbach genannten Oberlauf des Wahlebachs gelegenen Söhrewalder Ortsteil Wellerode, wo die Etappe an der Dorfkirche endet.
Etappe 8 (Wellerode → Dörnhagen; 14,3 / 14,3 km):
Von Wellerode verläuft der Steig, nach Überqueren des Fahrenbachs, erst nordwestwärts über die nordwestlichen Hanglagen der Söhre, wobei er den Berg Warpel (439,4 m) nördlich umrundet und dann in Richtung Süden ein Stück direkt an der A 7 entlangführt. Danach passiert er den zwischen der Autobahn und der Landesstraße 3460 (früher B 83) gelegenen Kiliansblick (301,5 m). Dann verläuft der Steig im Wald der Söhre, den Fulda-Zufluss Lochgraben (Quellbach des Rummelsbachs) überquerend, zum Fuldabrücker Ortsteil Dörnhagen, wo er sich den Weg abschnittsweise mit dem Märchenlandweg teilt und wo er den Geo-Naturpark Frau-Holle-Land verlässt.

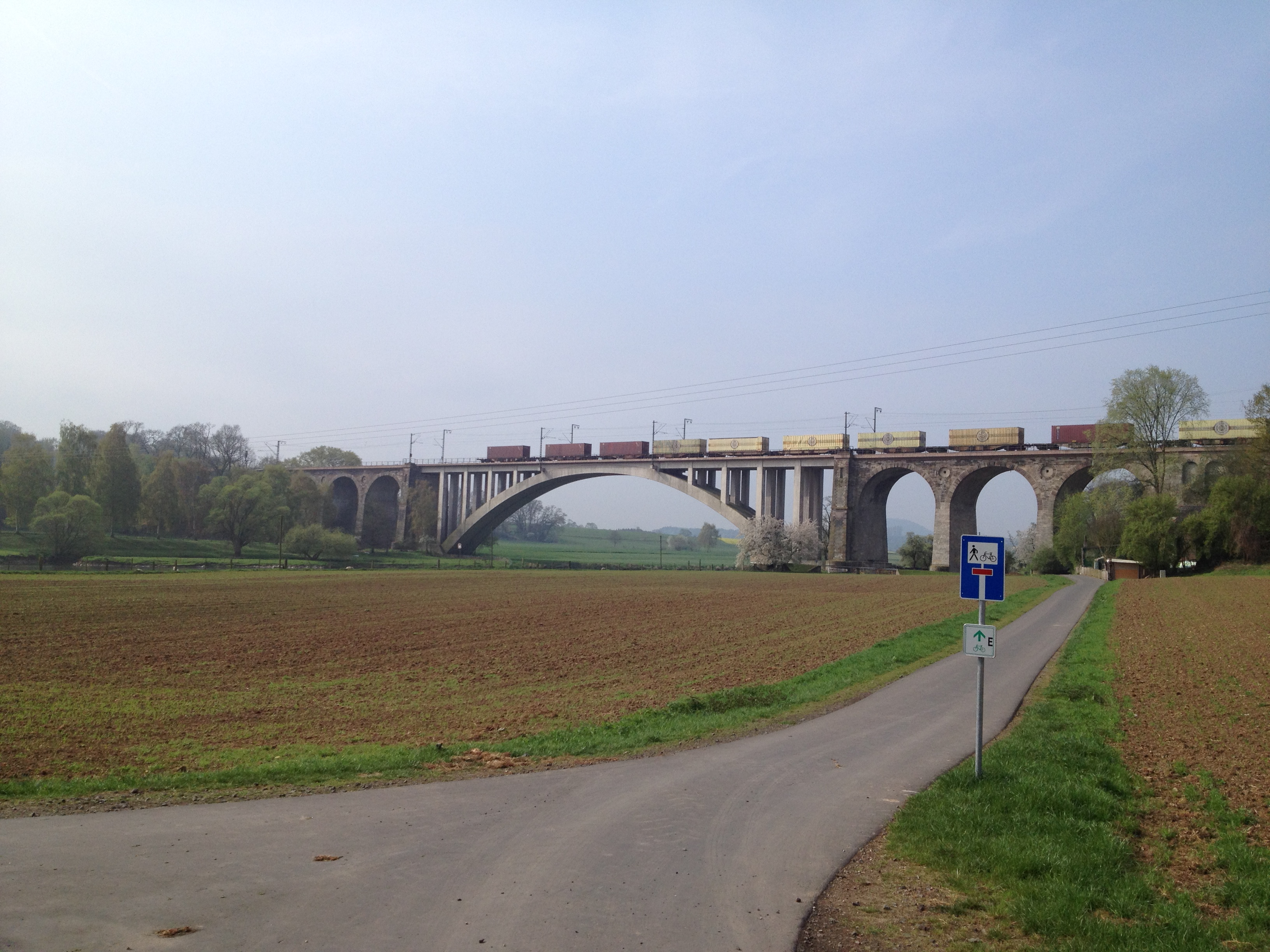
Fuldabrücke Guntershausen der Bahnstrecke Bebra–Baunatal-Guntershausen

Etappe 9 (Dörnhagen → Großenritte; 16,0 / 16,0 km):
Von Dörnhagen führt der Steig nach Überqueren der A 7 und der im Dörnhagentunnel befindlichen Schnellfahrstrecke Hannover–Kassel–Würzburg etwa in Richtung Westen hinab in das Tal der Fulda, wo er die Bahnstrecke Bebra–Baunatal-Guntershausen erst an einem Bahnübergang kreuzt und kurz darauf unterquert (Fuldabrücke Guntershausen). Nach Überqueren der Fulda verläuft er entlang von deren Zufluss Bauna durch den Baunataler Stadtteil Guntershausen, wobei er die Friedrich-Wilhelms-Nordbahn nochmals unterquert. Hier teilt er sich den Weg mit dem Baunapfad, und es kreuzt zweimal der Eco Pfad Kulturgeschichte Guntershausen. Weiterhin entlang der Bauna führt der Steig nordwestwärts nach Unterqueren der Bundesautobahn 49 durch den Baunataler Stadtteil Kirchbauna, wo er sich den Weg ein Stück mit dem Eco Pfad Kulturgeschichte Hertingshausen und Kirchbauna teilt. Dann wendet er sich südsüdwestlich des Volkswagenwerks Kassel (in Baunatal) nach Westen. Dabei erreicht er jeweils entlang des südlichen Baunataler Ortsrandes und des Bauna-Zuflusses Leisel (mit dem Leiselsee im Leiselpark) führend den direkt östlich der Langenberge gelegenen Baunataler Stadtteil Großenritte, wo er wieder in den Naturpark Habichtswald eintritt. Dort endet die Etappe am Bahnhof Großenritte, durch den auf der Bahnstrecke Kassel–Naumburg unter anderem der Hessencourrier fährt.

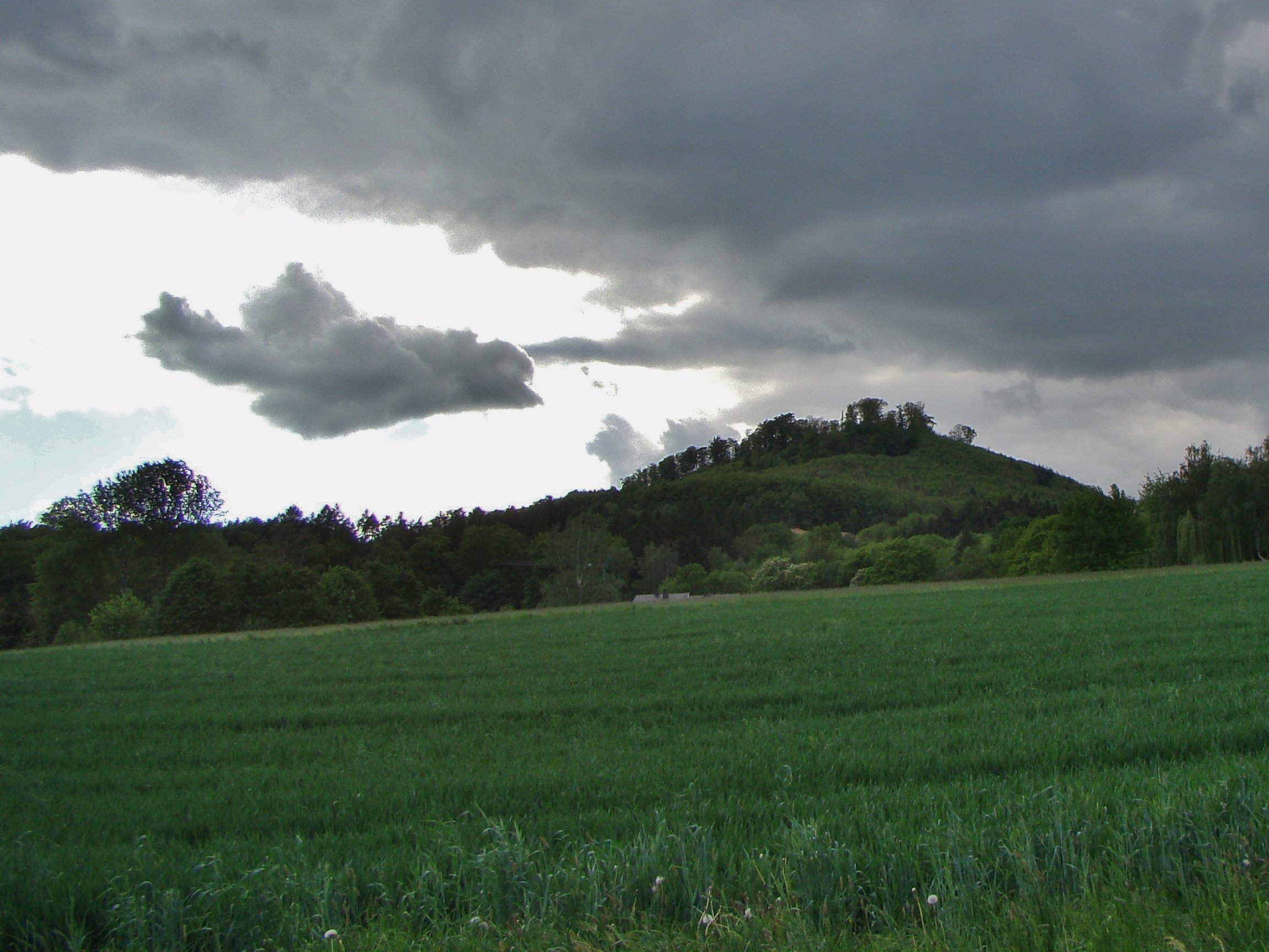
Baunataler Burgberg bei Großenritte

Etappe 10 (Großenritte → Hoof; 12,5 / 12,4 km):
Von Großenritte verläuft der Steig erst westwärts hinauf auf den in den Langenbergen gelegenen Baunataler Burgberg (439,6 m). Dann führt er nordwestwärts entlang der Nordostflanke der Langenberge, bei Überqueren von Leisel und Quellbächen der Lützel und dazwischen liegendem Kreuzen des Ederseewegs, zum Schauenburger Ortsteil Hoof, den er – gemeinsam mit dem Habichtswaldsteig verlaufend – erreicht. Dort endet die Etappe am Bahnhof Hoof (wieder an der Bahnstrecke Kassel–Naumburg).

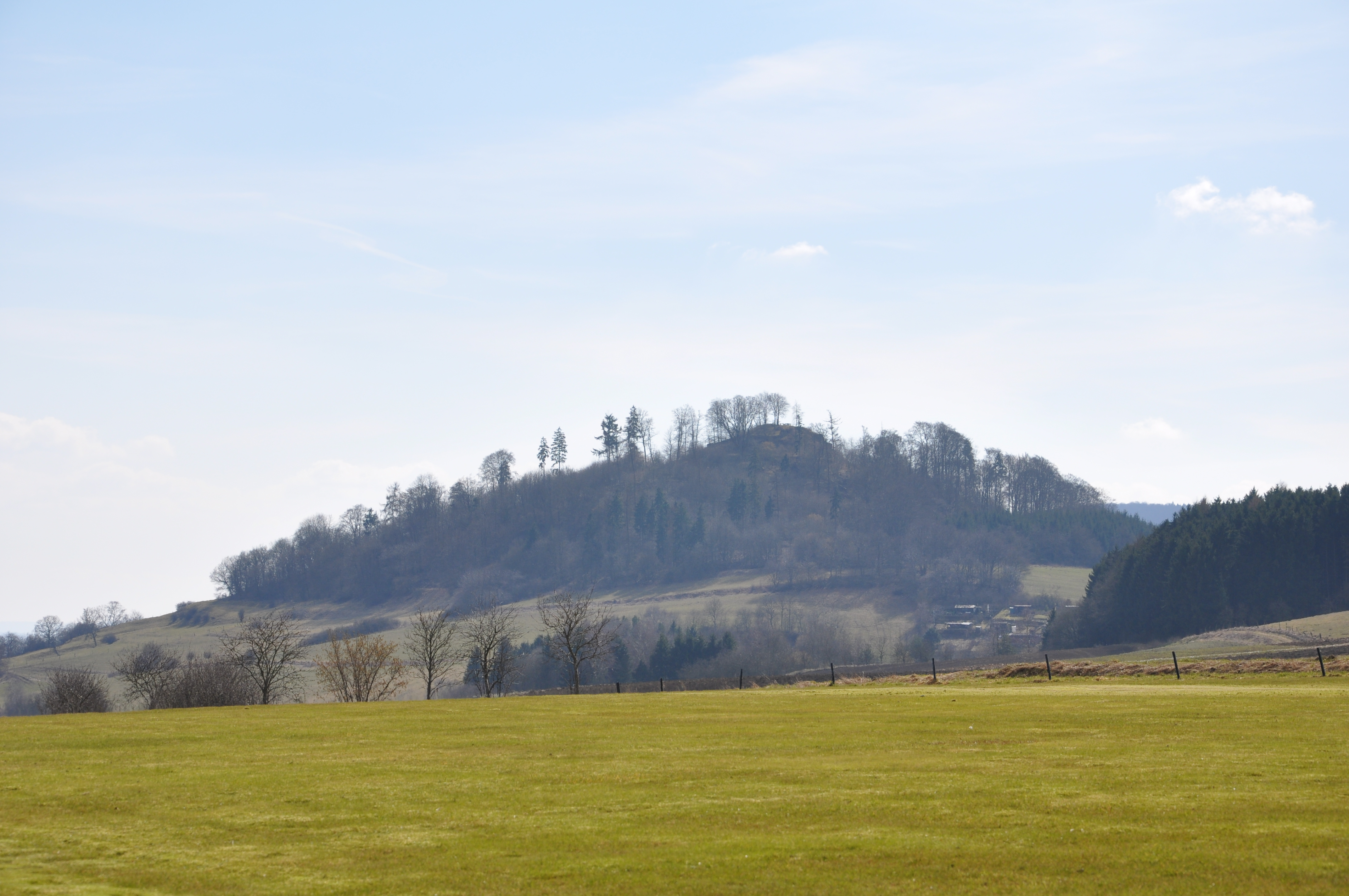
Schauenburger Burgberg bei Hoof

Etappe 11 (Hoof → Brasselsberg; 12,0 / 12,4 km):
Von Hoof führt der Steig, nach Kreuzen (Bahnübergang) der Bahnstrecke Kassel–Naumburg, auf den Schauenburger Burgberg (499,9 m), auf dem die Reste der Ruine Schauenburg liegen. Hiernach verläuft er hinab nach Hoof, wo er in der Hoofer Pforte die Bahnstrecke jeweils noch einmal kreuzt (Bahnübergang) und unterquert, zudem erst die Vordere und dann die Hintere Bauna (Quellbäche der Bauna) überquert und erneut den Märchenlandweg und Baunapfad kreuzt. Dann führt der Steig, nach Unterqueren der Bundesautobahn 44 und den Habichtswaldsteig vorübergehend verlassend, nordostwärts hinauf in den Hohen Habichtswald. Dort verläuft er, minimal etwa 750 m südöstlich des Hohen Gras (614,7 m), auf das der Steig nicht führt, um die Erhebungen Kleiner (524,3 m) und Großer Herbsthaus (509 m) herum und erreicht die Waldgaststätte Herbsthäuschen (ca. 480 m), wo er letztmals auf den Habichtswaldsteig trifft.

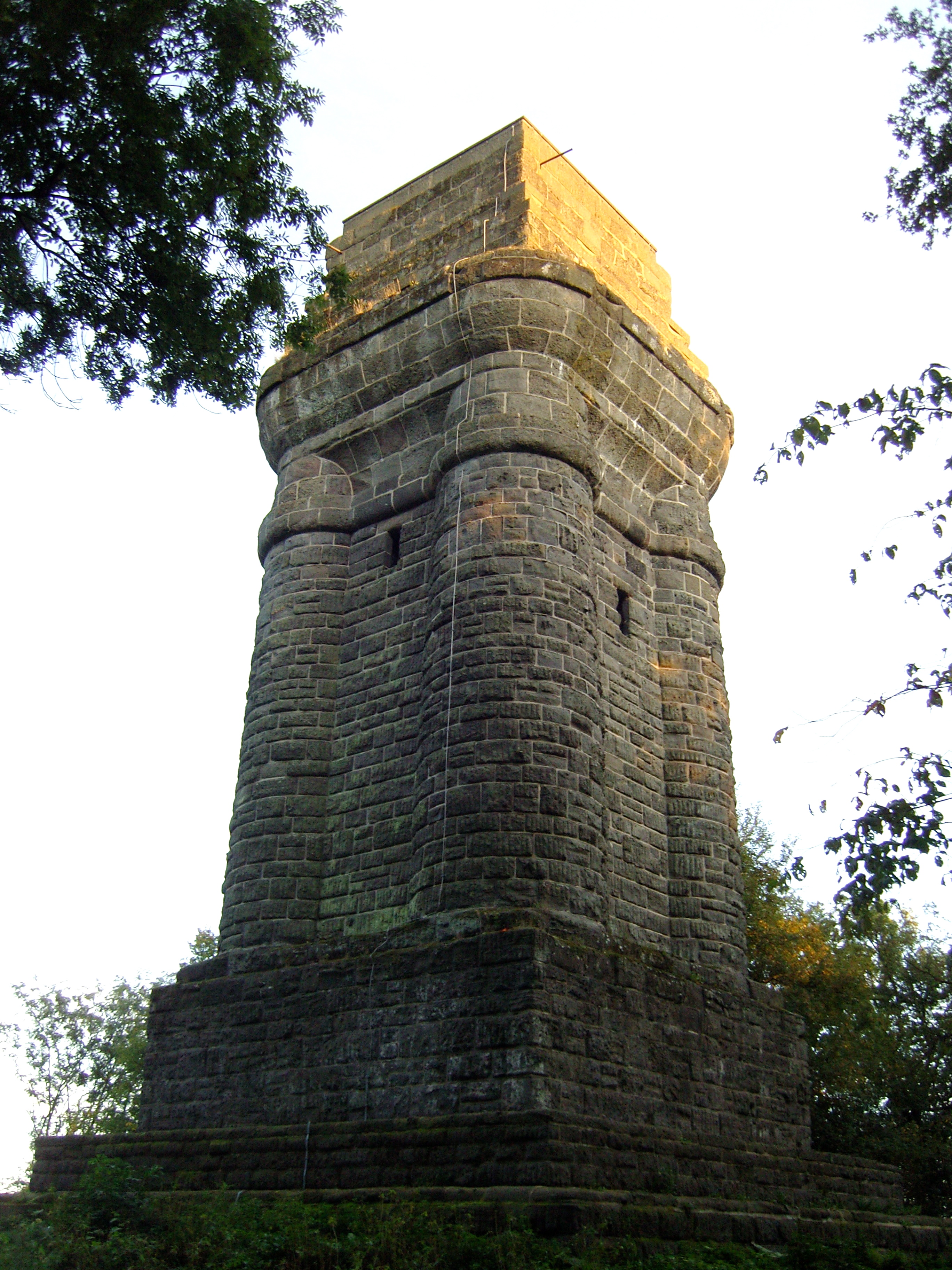
Kasseler Bismarckturm auf dem Brasselsberg

Dann überquert der Steig den Bauna-Zufluss Firnsbach, um erst ein Stück abwärts entlang des Baches und danach, mit dem Märchenlandweg, hinauf auf den Hirzstein (502 m) zu führen. Hiernach verläuft er vorbei an der Teufelsmauer und nach Durchstoßen des nahe der Bilsteinklippen gelegenen Felsentores Porta Lapidaria zum Brasselsberg (434,2 m), der sich mit dem Kasseler Bismarckturm westlich über dem Kasseler Stadtteil Brasselsberg erhebt. Hiernach endet die Etappe, abwärts verlaufend, an der Konrad-Adenauer-Straße (ca. 330 m) am westlichen Brasselsberger Ortsrand; dort kreuzt erneut der Ederseeweg.

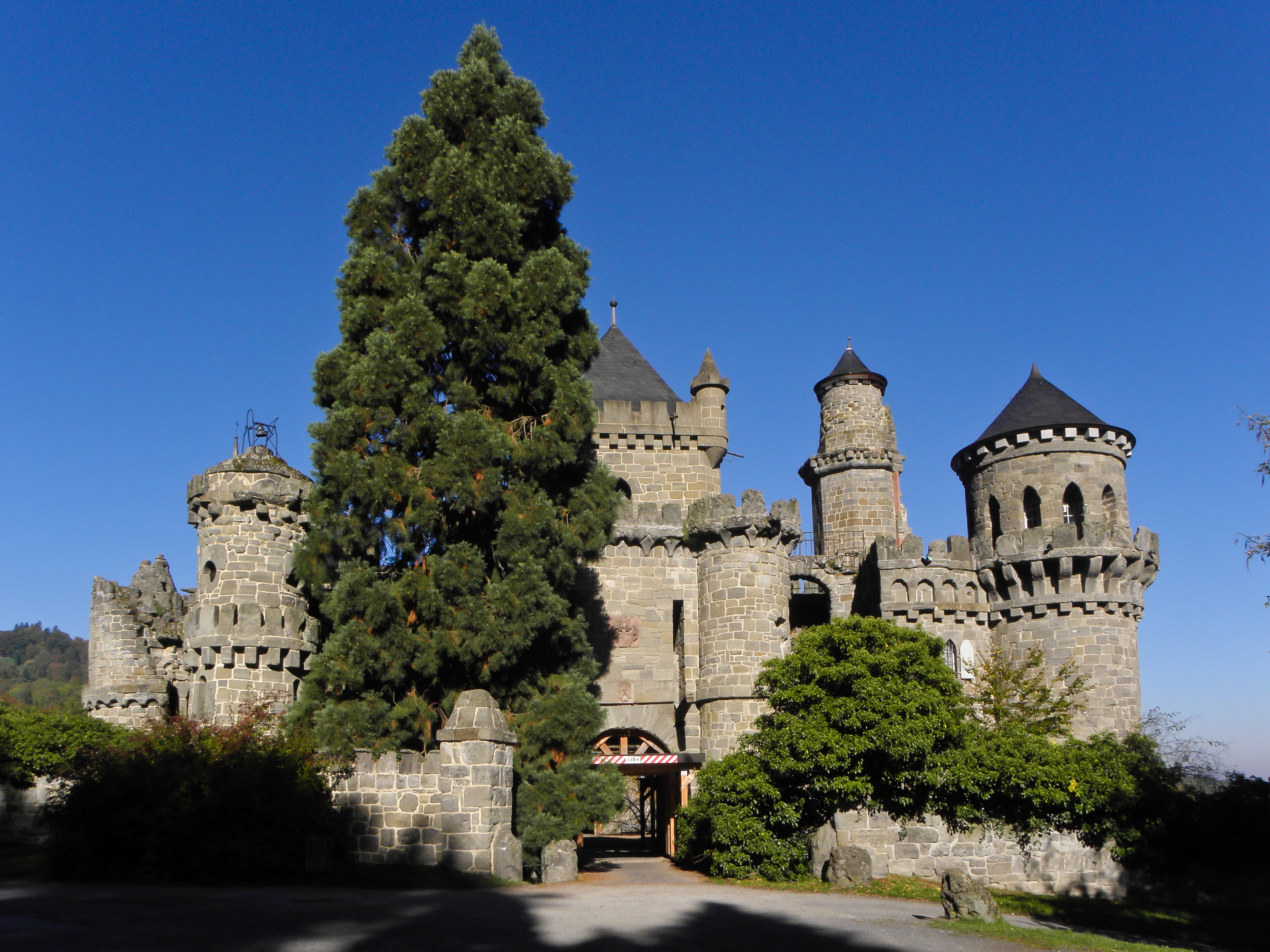
Löwenburg im Bergpark Wilhelmshöhe

Etappe 12 (Brasselsberg → Herkules; 8,0 / 8,0 km):
Vom Brasselsberger Ortsrand verläuft der Steig, den Dönchebach überquerend, weiter hinab bis auf die Hochlagen der Dönche, einem Naturschutzgebiet in Kassel. Von einem dortigen Wegabzweig (282,5 m) führt er hiernach aufwärts, die Drusel kreuzend, zum und ein Stück durch das Druseltal. Nach dessen Verlassen passiert er im Bergpark Wilhelmshöhe, nach Überqueren des Aschgrabens den kleinen Bergsee Asch am Westufer (430,5 m) und gelangt zur Löwenburg (ca. 360 m). Dann verläuft er, zusammen mit dem Herkulesweg vorbei am Steinhöfer Wasserfall zum unteren Ende der Kaskaden (ca. 420 m) der Kasseler Wasserspiele. Von dort führt er mit dem Herkulesweg und Studentenpfad hinauf zum Herkules (ca. 515 m), dem Start- und Zielpunkt des Rundwanderwegs, wo der Kassel-Steig endet und wieder auf den Märchenlandweg trifft.

## Etappenübersicht
Der Kassel-Steig besteht aus insgesamt 12 Etappen:
|    | von           | nach          | Länge laut Etappen | Länge laut Karte | Info laut Homepage |
| -- | ------------- | ------------- | ------------------ | ---------------- | ------------------ |
| 1  | Herkules      | Weimar        | 15,0 km            | 14,4 km          | [ 11 ]             |
| 2  | Weimar        | Mönchehof     | 13,6 km            | 13,6 km          | [ 12 ]             |
| 3  | Mönchehof     | Rothwesten    | 12,8 km            | 10,1 km          | [ 13 ]             |
| 4  | Rothwesten    | Landwehrhagen | 12,1 km            | 14,5 km          | [ 14 ]             |
| 5  | Landwehrhagen | Heiligenrode  | 11,5 km            | 11,0 km          | [ 15 ]             |
| 6  | Heiligenrode  | Oberkaufungen | 20,6 km            | 19,3 km          | [ 16 ]             |
| 7  | Oberkaufungen | Wellerode     | 11,3 km            | 11,0 km          | [ 17 ]             |
| 8  | Wellerode     | Dörnhagen     | 14,3 km            | 14,3 km          | [ 18 ]             |
| 9  | Dörnhagen     | Großenritte   | 16,0 km            | 16,0 km          | [ 19 ]             |
| 10 | Großenritte   | Hoof          | 12,5 km            | 12,4 km          | [ 20 ]             |
| 11 | Hoof          | Brasselsberg  | 12,0 km            | 12,4 km          | [ 21 ]             |
| 12 | Brasselsberg  | Herkules      | 8,0 km             | 8,0 km           | [ 22 ]             |
|    |               | Gesamt:       | 159,7 km           | 157,0 km         |                    |